# Cinque Nazioni 1931
Il Cinque Nazioni 1931 (in inglese 1931 Five Nations Championship; in francese Tournoi des Cinq Nations 1931; in gallese Pencampwriaeth y Pum Gwlad 1931) fu la 17ª edizione del torneo annuale di rugby a 15 tra le squadre nazionali di Francia, Galles, Inghilterra, Irlanda e Scozia, nonché la 44ª in assoluto considerando anche le edizioni dell'Home Championship.
Fu il Galles a riportare la vittoria finale, la sua undicesima, a nove anni dalla più recente; il suggello giunse nell'ultimo dei suoi impegni stagionali a Belfast contro l'Irlanda, battuta 15-3 a domicilio.
A impedire Grande Slam e Triple Crown gallese fu il pari esterno 11-11 a Twickenham contro l'Inghilterra, il cui punto conquistato in quella partita le evitò il whitewash ma non il cucchiaio di legno.
Fino al dopoguerra si trattò dell'ultima edizione a vedere la partecipazione della Francia; incidenti nell'incontro dell'anno prima a Colombes contro la Scozia e le animosità sugli spalti causate indirettamente dagli interessi economici dei club del campionato francese, che a detta delle union britanniche privilegiavano l'aspetto competitivo rispetto a quello sportivo oltre a incoraggiare il professionismo, spinsero le quattro federazioni fondatrici a porre un ultimatum alla F.F.R., ovvero sopprimere o quantomeno riformare il campionato su base interregionale e completamente dilettantistica; la richiesta non ebbe alcun esito e la Francia fu esclusa dagli incontri internazionali del torneo a partire dall'edizione successiva; solo nel 1947 rientrò a pieno titolo nella competizione.
Il valore delle marcature, come stabilito dall’IRFB nel 1905, era: 3 punti per ciascuna meta (5 se trasformata), 3 punti per la realizzazione di ciascun calcio piazzato o mark, 4 punti per la realizzazione di ciascun drop.

## Nazionali partecipanti e sedi
| Squadra     | Città           | Impianto interno         |
| ----------- | --------------- | ------------------------ |
| Francia     | Colombes        | Stadio Yves du Manoir    |
| Galles      | Cardiff Swansea | Arms Park St Helen's     |
| Inghilterra | Londra          | Twickenham               |
| Irlanda     | Belfast Dublino | Ravenhill Lansdowne Road |
| Scozia      | Edimburgo       | Murrayfield              |

## Risultati
| Arbitro: | Tommy Vile |

|        |    |  |
| Ribère | mt |  |

| Arbitro: | Jim Wheeler |

|           |      |                     |
| Burland   | mt   | Jones-Davies Morley |
| Burland   | tr   | Bassett             |
| Black (2) | c.p. |                     |
|           | mark | Powell              |

| Arbitro: | Rupert Jeffares |

|           |      |         |
| Allan (2) | c.p. |         |
|           | drop | Servole |

| Arbitro: | J.G. Bott |

|                       |    |                     |
| Boon Morley W. Thomas | mt | Crichton-Miller (2) |
| Bassett (2)           | tr | Allan               |

| Arbitro: | Albert Freethy |

|       |      |         |
| Black | mt   | McMahon |
| Black | tr   |         |
|       | c.p. | Murray  |

| Arbitro: | Wallace Harland |

|                                             |      |       |
| Arthur Davey Fender Lang Ralph (2) Williams | mt   | Petit |
| Bassett 5                                   | tr   |       |
| Powell                                      | drop |       |

| Arbitro: | Barry Cumberledge |

|             |    |            |
| Pike Sugden | mt | MacKintosh |
| Murray      | tr | Allan      |

| Arbitro: | Malcolm Allan |

|         |      |                  |
| Siggins | mt   | Davey Morley (2) |
|         | tr   | Bassett          |
|         | drop | Ralph            |

| Arbitro: | Jim Wheeler |

|                                        |      |                       |
| Ford Logan MacKintosh (2) I. Smith (2) | mt   | Reeve (2) Tallent (2) |
| Allan (5)                              | tr   | Black (2)             |
|                                        | c.p. | Black                 |

| Arbitro: | Albert Freethy |

|                  |      |                         |
| Clady Galia      | mt   | Burland Smeddle Tallent |
|                  | tr   | Black Forrest           |
| Baillette Gérald | drop |                         |

## Classifica
| Pos | Squadra     | G | V | N | P | PF | PS | DP  | Pt |
| --- | ----------- | - | - | - | - | -- | -- | --- | -- |
| 1   | Galles      | 4 | 3 | 1 | 0 | 74 | 25 | +49 | 7  |
| 2   | Scozia      | 4 | 2 | 0 | 2 | 47 | 44 | +3  | 4  |
| 3   | Irlanda     | 4 | 2 | 0 | 2 | 17 | 28 | −11 | 4  |
| 4   | Francia     | 4 | 2 | 0 | 2 | 24 | 54 | −30 | 4  |
| 5   | Inghilterra | 4 | 0 | 1 | 3 | 48 | 59 | −11 | 1  |